# ليلاني ميتشل
ليلاني ميتشل (بالإنجليزية: Leilani Mitchell)‏ مواليد 15 يونيو 1985 في ريتشلاند، هي لاعبة كرة سلة أمريكية. بدأت مسيرتها الاحترافية في سنة 2008. تم اختيارها من قبل فريق فينيكس ميركوري خلال الدرافت. تلعب مع فريق فينيكس ميركوري في دوري الاتحاد الوطني لكرة السلة النسائية كلاعب هجوم خلفي. يبلغ طولها 5 قدم 5 بوصة (1.7 م). مثلت منتخب بلادها. شاركت في دورة الألعاب الأولمبية الصيفية سنة 2016. حققت المركز الثالث في كأس العالم لكرة السلة للسيدات 2014.

## المسيرة الاحترافية
لعبت مع نيويورك ليبرتي من سنة 2008 إلى 2013، ثم لعبت مع فينيكس ميركوري في موسم 2015–2016، ثم لعبت مع واشنطن ميستيكس في سنة 2016، ثم لعبت مع فينيكس ميركوري في سنة 2017.

## سجل المنافسة
شاركت في المنافسات التالية:
- الألعاب الأولمبية الصيفية 2016
- كأس العالم لكرة السلة للسيدات 2014

## الميداليات
| الميدالية | المسابقة                           |
| --------- | ---------------------------------- |
| برونزية   | كأس العالم لكرة السلة للسيدات 2014 |

## روابط خارجية
- ليلاني ميتشل على موقع الاتحاد الدولي لكرة السلة (الإنجليزية)
- ليلاني ميتشل على موقع الاتحاد الوطني لكرة السلة النسائية (الإنجليزية)
- ليلاني ميتشل على موقع كرة السلة الأوروبية.كوم (الإنجليزية)
- ليلاني ميتشل على موقع كلية كرة السلة في سبورتس رفرنس.كوم (الإنجليزية)
- ليلاني ميتشل على موقع بروبوليرز (الإنجليزية)
- ليلاني ميتشل على موقع سبورتس رفرنس (الإنجليزية)
- ليلاني ميتشل على موقع سبورتس رفرنس (الإنجليزية)
- ليلاني ميتشل على موقع أوليمبيديا (الإنجليزية)
- ليلاني ميتشل على موقع اللجنة الأولمبية الأسترالية (الإنجليزية)